# Binan Kōkō Chikyū Bōei-bu Love!
Binan Kōkō Chikyū Bōei-bu LOVE! (jap. 美男高校地球防衛部LOVE! Binan Kōkō Chikyū Bōei-bu LOVE!) – serial anime stworzony przez Kurari Umatani. Serial został wyreżyserowany przez Shinjiego Takamatsu, ze scenariuszem napisanym przez Michiko Yokote. Pierwszy sezon został wyprodukowany przez studio Diomedéa, miał swoją premierę 6 lutego 2015 roku i był emitowany do 24 marca 2015 roku.
Manga będąca spin-offem, zatytułowana Binan Kōkō Chikyū Seifuku-bu LOVE! (jap. 美男高校地球征服部LOVE!), była publikowana w internetowym magazynie komiksu Pony Canyon od 16 października 2014 roku. Light novel ukazała się w Japonii 7 stycznia 2015 roku.

## Fabuła
Historia skupia się na życiu pięciu zwykłych chłopców, każdy z nich posiada niezwykłą moc związaną z przyrodą daną im przez tajemnicze stworzenie przybyłe z kosmosu. Grupa, nazywając siebie „Klubem Obrony Ziemi”, musi zatrzymać wrogów chcących podbić Ziemię znanych jako „Klub Zdobywców Ziemi”.

## Bohaterowie

### Klub Obrony Ziemi
- Yumoto Hakone (jap. 箱根有基 Hakone Yumoto) – Uczeń pierwszej klasy Liceum Binan. Jego rodzina jest właścicielem łaźni „Kurotamayu”. Jest beztroski i dziecinny, uwielbia zwierzęta, urocze i puszyste rzeczy, a także kocha jeść. Przemienia się w Sparkling Prince – Battle Lover Scarlet (jap. キラメキ王子・バトラヴァ・スカーレット Kirameki Ōji Batorava Sukāretto). Jego kolor to czerwony, a jego żywioł to światło.

Seiyū: Kazutomi Yamamoto 
- En Yufuin (jap. 由布院煙 Yufuin En) – Uczeń trzeciej klasy Liceum Binan. Jest osobą leniwą i robi wszystko w swoim własnym tempie. Zazwyczaj widziany jest w towarzystwie Atsushiego. Przemienia się w Flashing Prince – Battle Lover Cerulean (jap. ヒラメキ王子・バトラヴァ・セルリアン Hirameki Ōji Batorava Serurian). Jego kolor to niebieski, a jego żywioł to woda.

Seiyū: Yūichirō Umehara 
- Atsushi Kinugawa (jap. 鬼怒川熱史 Kinugawa Atsushi) – Uczeń trzeciej klasy Liceum Binan. Pochodzi z bogatej rodziny, ma dobre stopnie i jest bardzo poważny. Zdarza się, że musi mieć na oku Ena. Jest także przyjacielem z dzieciństwa z Kinshirō. Przemienia się w Piercing Prince – Battle Lover Epinard (jap. ツラヌキ王子・バトラヴァ・エピナール Tsuranuki Ōji Batorava Epināru). Jego kolor to zielony, a jego żywioł to powietrze.

Seiyū: Kōtarō Nishiyama 
- Io Naruko (jap. 鳴子硫黄 Naruko Io) – Uczeń drugiej klasy Liceum Binan. Mimo że chodzi do liceum zarabia pieniądze na giełdzie. Jego motto brzmi: „W życiu liczą się tylko pieniądze”. Jest także najlepszym przyjacielem Ryū. Przemienia się w Roaring Prince – Battle Lover Sulfur (jap. トドロキ王子・バトラヴァ・サルファー Todoroki Ōji Batorava Sarufā). Jego kolor to żółty, a jego żywioł to ziemia.

Seiyū: Yūsuke Shirai 
- Ryū Zaō (jap. 蔵王立 Zaō Ryū) – Uczeń drugiej klasy Liceum Binan. Jest najlepszym przyjacielem Io. Przemienia się w Roaring Prince – Battle Lover Sulfur (jap. トキメキ王子・バトラヴァ・ヴェスタ Tokimeki Ōji Batorava Vesta). Jego kolor to różowy, a jego żywioł to ogień.

Seiyū: Toshiki Masuda 
- Wombat (jap. ウォンバット Uonbatto)

Seiyū: Mugihito 

### Klub Zdobywców
- Kinshirō Kusatsu (jap. 草津錦史郎 Kusatsu Kinshirō) – Uczeń trzeciej klasy Liceum Binan i przewodniczący rady uczniowskiej. Jest także przyjacielem z dzieciństwa z Atsushiego, ale ich wzajemny stosunek jest chłodny. Nie podoba się mu, że Atsushi zadaje się z Enem i resztą klubu. Przemienia się w Chevalier Orite (jap. シュヴァリエオーアイト Shuvarie Ōaito).

Seiyū: Hiroshi Kamiya 
- Ibushi Arima (jap. 有馬燻 Arima Ibushi) – Uczeń trzeciej klasy Liceum Binan i członek rady uczniowskiej. Zazwyczaj widziany jest w towarzystwie Kinshirō. Przemienia się w Chevalier Argent (jap. シュヴァリエオーアイト Shuvarie Ājento).

Seiyū: Jun Fukuyama 
- Akoya Gero (jap. 下呂 阿古哉 Gero Akoya) – Uczeń trzeciej drugiej Liceum Binan i członek rady uczniowskiej. Chodzi do jednej klasy z Ryū i Io. Przemienia się w Chevalier Perlite (jap. シュヴァリエペルライト Shuvarie Peruraito).

Seiyū: Takuma Terashima 
- Thunder (jap. ズンダー Zundar)

Seiyū: Hiroki Yasumoto 

### Inni
Gōra Hakone (jap. 箱根強羅 Hakone Gōra)
Seiyū: Takuma Terashima 
Akihiko Beppu (jap. 別府月彦 Beppu Akihiko)
Seiyū: Keisuke Kōmoto 
Haruhiko Beppu (jap. 別府日彦 Beppu Haruhiko)
Seiyū: Yoshiki Murakami 

## Anime
Reżyserem pierwszej serii został Shinji Takamatsu, ze scenariusz odpowiedzialna była Michiko Yokote, a za muzykę yamazo.
Pierwszy sezon, wyprodukowany przez studio Diomedéa, został wyemitowany od 6 stycznia do 24 marca 2015 roku na stacji TV Tokyo. Drugi sezon, zatytułowany Binan kōkō Chikyū Bōei-bu LOVE! LOVE! (jap. 美男高校地球防衛部LOVE!LOVE!), został wyprodukowany przez Studio Comet i miał swoją premierę 7 lipca 2016 roku. Odcinek OVA, pt. Cute High Earth Defense Club LOVE! LOVE! LOVE!, miał swoją premierę 26 sierpnia 2017 roku. Trzeci sezon Binan kōkō Chikyū Bōei-bu HAPPY KISS! (jap. 美男高校地球防衛部HAPPY KISS!) był emitowany od 8 kwietnia do 1 lipca 2018 roku.

### Ścieżka dźwiękowa
| Seria          | Tytuł                                                               | Twórcy            | Źródło   |          |
| Czołówka       | Czołówka                                                            | Czołówka          | Czołówka | Czołówka |
| -------------- | ------------------------------------------------------------------- | ----------------- | -------- | -------- |
| 1              | „Zettai muteki☆Fallin' LOVE☆” (jap. 絶対無敵☆Fallin' LOVE☆)         | Chikyū Bōei-bu    | [ 4 ]    |          |
| 2              | „Futten toppa ☆LOVE IS POWER☆” (jap. 沸点突破☆LOVE IS POWER☆)       | Chikyū Bōei-bu    | [ 5 ]    |          |
| OVA            | „Eien mirai ☆LOVE YOU ALL☆” (jap. 永遠未来☆LOVE YOU ALL☆)           | Chikyū Bōei-bu    |          |          |
| 3              | „Zettai saikō ☆HAPPY KISS☆” (jap. 絶対最幸☆HAPPY KISS☆)             | Chikyū Bōei-bu HK |          |          |
| Napisy końcowe |                                                                     |                   |          |          |
| 1              | „I miss you no 3 meters” (jap. I miss you の３メートル)             | Chikyū Seifukubu  | [ 4 ]    |          |
| 2              | „Anata wa haruka ittōsei” (jap. あなたは遥か一等星)                 | VEPPer            | [ 6 ]    |          |
| OVA            | „Kokoro to kokoro de” (jap. 心と心で)                               | Chikyū Bōei-bu    |          |          |
| 3              | „Warera kedakaki Edelstein!!” (jap. 我ら気高きエーデルシュタイン!!) | Chikyū Bōei-bu ES |          |          |

## Manga
Manga będąca spin-offem, zatytułowana Binan Kōkō Chikyū Seifuku-bu LOVE! (jap. 美男高校地球征服部LOVE!), była publikowana w internetowym magazynie komiksu Pony Canyon od 16 października 2014 roku. Fabuła mangi skupia się bardziej na życiu antagonistów serii

## Light novel
Light novel ukazała się w Japonii 7 stycznia 2015 roku.

## Spektakl teatralny
Na podstawie anime powstał spektakl teatralny Binan Kōkō Chikyū Bōei-bu LOVE! Katsugeki! (jap. 美男高校地球防衛部LOVE!活劇!), który był wystawiany od 10 do 13 marca w Zepp Blue Theatre w Roppongi, Tokio. Został on wydany na BluRay i DVD 20 lipca 2016 roku.

### Obsada
- Tomoru Akazawa jako Yumoto Hakone/Battle Lover Scarlet[8]
- Maasa Igarashi jako En Yufuin/Battle Lover Cerulean[8]
- Yūki Ochi jako Atsushi Kinugawa/Battle Lover Epinard[8]
- Shōta Takasaki jako Io Naruko/Battle Lover Sulfur[8]
- Yoshihiko Aramaki jako Ryū Zaō/Battle Lover Vesta[8]
- Takahisa Maeyama jako Kinshirō Kusatsu/Chevalier Aurite[8]
- Yū Imari jako Ibushi Arima/Chevalier Argent[8]
- Sōta Kashiwagi jako Akoya Gero/Chevalier Perlite[8]